# Pietro Petrini
Pietro Petrini (Pistoia, 8 dicembre 1785 – Pisa, 8 dicembre 1822) è stato un fisico e inventore italiano.

## Biografia
Nato da Pistoia l’8 dicembre 1785 fu professore di fisica all’Università di Pisa e, dal 7 febbraio 1819, socio corrispondente dell’Accademia delle Scienze di Torino. Nel 1821 il Petrini ideò un sistema  di Serre o Briglie nei  tronchi  montani dei  torrenti  pistoiesi,  al  fine  di trattenere i detriti che le acque trascinavano nei periodi di piena causando straripamenti in pianura. Tale idea venne attuata inizialmente sul torrente Ombrone e in seguito su altri torrenti. Morì a Pisa l’8 dicembre 1822. Tra i Manoscritti Roncioniani è conservato il Fondo Pietro Petrini.